# Diego Roberto Godín Leal
Diego Roberto Godín Leal (Rosario, 16 de febrer de 1986) és un futbolista uruguaià que actualment juga com a defensa al Cagliari Calcio.

## Biografia
S'inicià en la sisena divisió del club Defensor Sporting, i després passà l'any 2003 al Club Atlético Cerro, de la primera divisió del futbol uruguaià. Al seu començament jugava en la posició de davanter, però després passà a jugar en la posició de defensa central on tingué el seu millor rendiment. Degut al seu gran joc en Cerro, fou fitxat en el 2006 pel Club Nacional de Football, del seu país. El seu debut oficial en Nacional fou el 26 d'agost de 2006 (Nacional 0-Danubi 1, Torneig Apertura 2006). Amb Nacional, fou campió de la Lligueta Pre-Libertadores 2007, i també fou molt important en la campanya Nacional en la Copa Libertadores 2007 on marcà dos gols i fou figura de l'equip i del torneig.
El seu fitxatge pel Vila-real Club de Futbol deixà de ser rumor i se concretà poc després, en gran part a la baixa de Roberto Ayala que fitxà pel Saragossa, durant la primera temporada compartí equip amb el seu compatriota Sebastián Viera, porter que provenia també del Club Nacional de Football.
Després d'intensos rumors durant l'estiu 2010, es formalitzà el seu fitxatge per l'Atlètic de Madrid. El 27 d'agost de 2009 jugà com a titular el partit de la Supercopa d'Europa 2010 en què l'Atlètic de Madrid es va enfrontar a l'Inter de Milà, i va guanyar el títol, per 2 a zero.
El 31 d'agost de 2012 fou titular en el partit que decidia la Supercopa d'Europa 2012, contra el Chelsea FC a Mònaco, i que l'Atlètic de Madrid guanyà per 4 a 1.

## Internacional
El seu debut en la Selecció uruguaiana fou el 26 d'octubre de 2005 en un amistós contra Mèxic en Guadalajara. Ha sigut convocat per a 12 partits internacionals amb la Selecció uruguaia, sota la direcció tècnica d'Oscar Tabárez, marcant en dos oportunitats. També participà en la Copa Amèrica 2007 i en la Copa del món 2010
El 31 de maig de 2014 va entrar a la llista definitiva de seleccionats per disputar la Copa del Món de Futbol de 2014 al Brasil.

## Palmarès

### Atlètic de Madrid
- 2 Lliga Europa de la UEFA: 2011–12 i 2017-18.
- 3 Supercopes d'Europa: 2010,[5] 2012[6] i 2018.[8]
- 1 Copa del Rei de futbol: 2013.[9]
- 1 Lliga Espanyola de futbol: 2013-14.
- 1 Supercopa d'Espanya: 2014.